# Rhynchospora pterochaeta
Rhynchospora pterochaeta är en halvgräsart som beskrevs av Ferdinand von Mueller. Rhynchospora pterochaeta ingår i släktet småag, och familjen halvgräs. Inga underarter finns listade i Catalogue of Life.